# Cybaeus cylisteus
Cybaeus cylisteus är en spindelart som beskrevs av Zhu och Wang 1992. Cybaeus cylisteus ingår i släktet Cybaeus och familjen vattenspindlar. Inga underarter finns listade i Catalogue of Life.